# 시마고촌 (후쿠오카현)
시마고촌(島郷村)은 후쿠오카현 온가군에 있던 촌이다. 현재의 기타큐슈시 야하타니시구·와카마쓰구에 해당한다.

## 역사
다이쇼 시대에는 니시마에 판유리 공장이 설치되어 관련 유리 상자 제작업 등이 파생되었다
- 1908년 2월 15일 - 온가군 에가와촌, 구키키타촌의 신설합병에 의해 성립하였다.
- 1931년 8월 1일 - 와카마쓰시에 편입해, 동일 시마고촌은 폐지되었다.

## 참고문헌
- 「角川日本地名大辞典」編纂委員会『角川日本地名大辞典』 40巻（福岡県）、角川書店、1988年3月。ISBN 4040014006。
- 楠原佑介『市町村名変遷辞典』東京堂出版、1990年9月。ISBN 4490102801。